# Ford Courier (Ameryka Północna)
Ford Courier – samochód osobowy typu pickup klasy średniej produkowany pod amerykańską marką Ford w latach 1972 – 1985.

## Pierwsza generacja

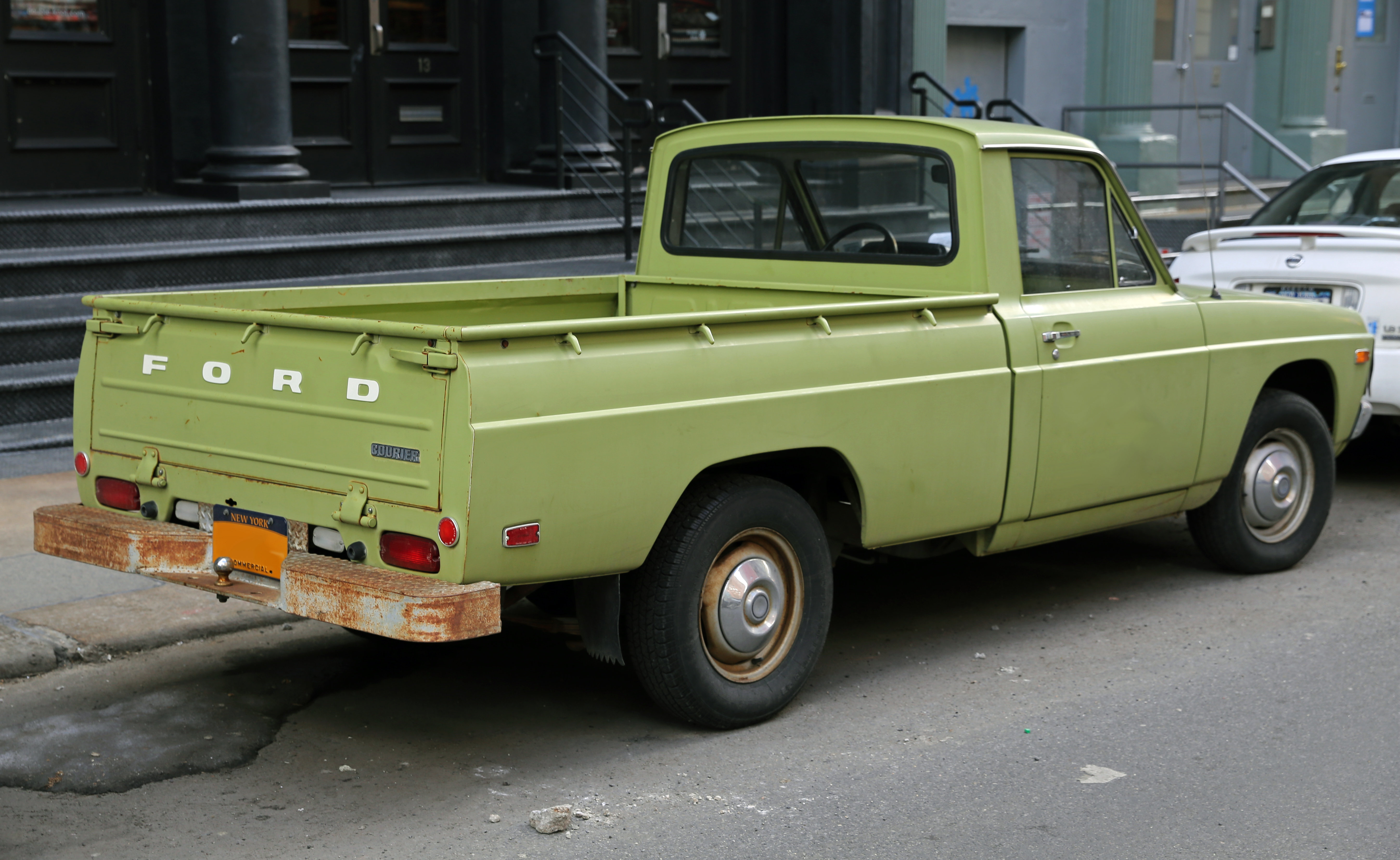
Ford Courier I - tył

Ford Courier I został zaprezentowany po raz pierwszy w 1972 roku.
W 1972 roku północnoamerykański oddział Forda przedstawił nowego, średniej wielkości pickupa opracowanego w ramach partnerstwa z japońską Mazdą. Model Courier, wykorzystujący stosowaną już w latach 50. nazwę, powstał jako amerykańska odmiana modelu Mazda B-Series. Samochód był importowany z japońskich zakładów w Hiroszimie. Charakterystycznymi cechami wyglądu były okrągłe reflektory, duża chromowana atrapa chłodnicy i wąskie, podłużne tylne lampy.

### Silniki
- L4 1.3l TC
- L4 1.5l UA
- L4 1.6l NA
- L4 1.8l VB

## Druga generacja

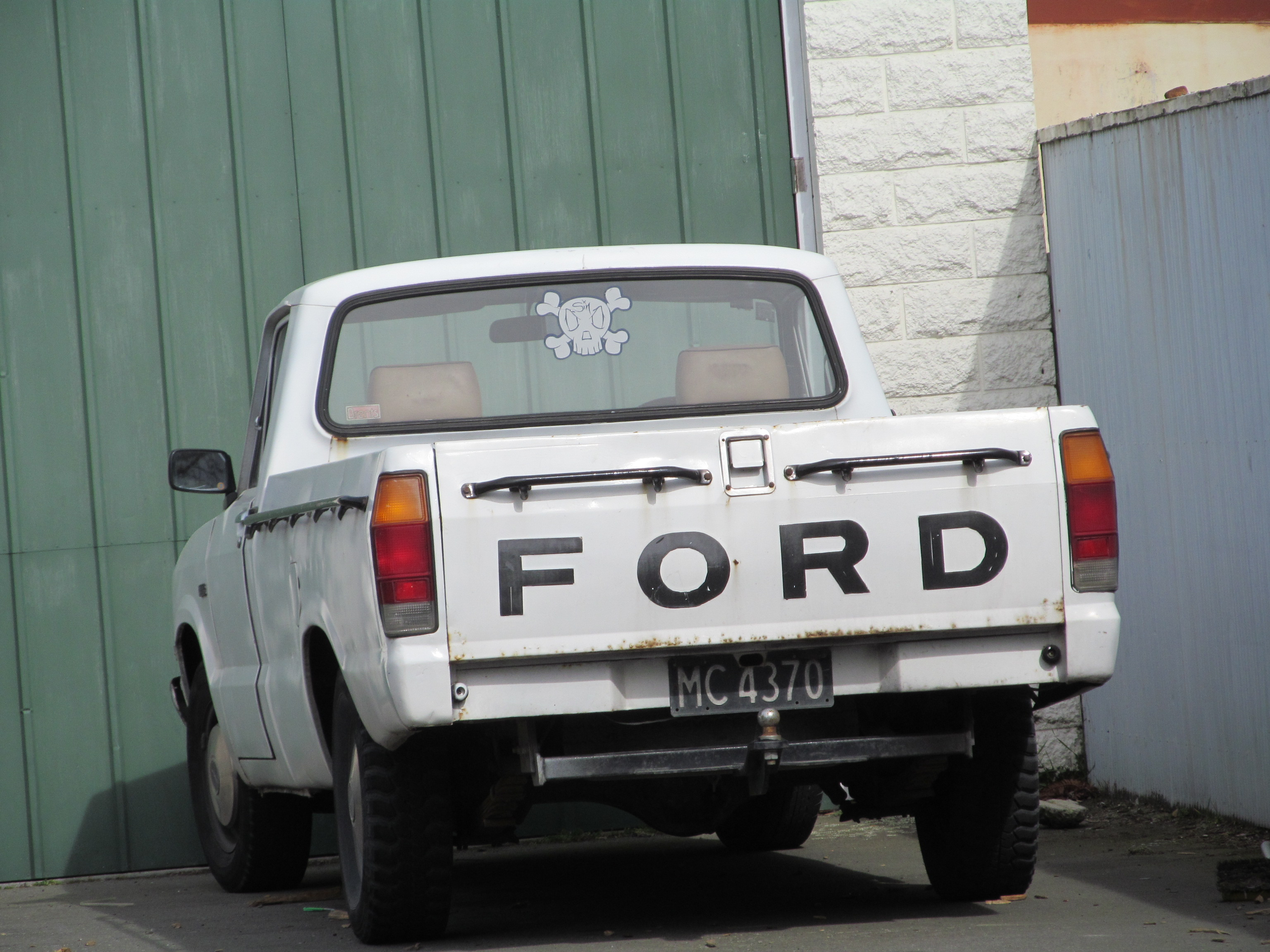
Ford Courier II - tył

Ford Courier II został zaprezentowany po raz pierwszy w 1977 roku.
W 1977 roku północnoamerykański oddział Forda przedstawił kolejną, drugą generację Couriera. Podobnie jak poprzednik, samochód był lokalną odmianą japońskiej Mazdy B-Series importowaną z fabryki tamtejszego producenta do Stanów Zjednoczonych i Kanady. W porównaniu do pierwszej generacji, Ford Courier II wyróżniał się większym nadwoziem i bardziej zaokrąglonymi proporcjami przy ewolucyjnym zakresie zmian.

### Silniki
- L4 1.6l NA
- L4 1.8l VC
- L4 1.8l VB
- L4 2.0l MA
- L4 2.0l FE
- L4 2.2l S2 Diesel